# Districtul Sam Chai
Sam Chai (în thailandeză สามชัย) este un district (Amphoe) din provincia Kalasin, Thailanda, cu o populație de 25.222 de locuitori și o suprafață de 550,853 km².

## Componență
Districtul este subdivizat în four subdistricte (tambon), care sunt subdivizate în 46 de sate (muban).
| Nr. | Nume             | În thailandeză | Sate | Locuitori |  |
| --- | ---------------- | -------------- | ---- | --------- |  |
| 1.  | Samran           | สำราญ          | 12   | 7,800     |  |
| 2.  | Samran Tai       | สำราญใต้        | 19   | 9,068     |  |
| 3.  | Kham Sang Thiang | คำสร้างเที่ยง     | 7    | 3,173     |  |
| 4.  | Nong Chang       | หนองช้าง        | 8    | 5,181     |  |